# Боно (язык)
Боно — язык семьи ква, входящей в состав нигеро-конголезской макросемьи. Относится к числу аканских языков.

## Особенности

### Грамматика
- Наиболее характерной чертой боно является использование местоимения множественного числа третьего лица bɛ, которого нет ни в одном другом диалекте акан[2].